# Super triste histoire d'amour
Super triste histoire d'amour (titre original : Super Sad True Love Story) est un roman de science-fiction de l'écrivain américain Gary Shteyngart publié en 2010. Il a été publié aux États-Unis par Random House en juillet 2010, puis traduit en français et publié le 2 février 2012.

## Résumé
Lenny Abramov, un new-yorkais de trente-neuf ans, fils d’immigrés juifs soviétiques, travaille dans "les services post-humains" de la Staatling-Wapachung, entreprise qui a pour objet la production de l’immortalité. Il décide de ne jamais mourir car il a rencontré Eunice Park, 24 ans, une jeune Américaine d’origine coréenne, à Rome qui lui donne des forces pour toujours. Lorsqu'il rentre à New York, Lenny retrouve un pays délabré, endetté jusqu’à la dépendance économique absolue, avec des créanciers chinois et nord-européens. Il échange des mails avec Eunice qui ne tarde pas à le rejoindre. Lenny surveille tous ses paramètres biologiques. Après plusieurs mois de vie commune, ils sont obligés de déménager. Lenny part au Canada.

## Réception
Le roman a fait partie de la liste des 100 Notable Books of the Year du supplément The New York Times Book Review, de la liste des best-sellers du même New York Times et a été considéré comme l'un des meilleurs livres de l'année 2010 par la critique Michiko Kakutani, The Washington Post, The Vancouver Sun, The Seattle Times, The Globe and Mail, The Charlotte Observer, The Boston Globe, la Kirkus Reviews, le magazine Marie Claire (U.S), le Pittsburgh Post-Gazette, le St. Louis Post-Dispatch, le San Francisco Chronicle, la National Public Radio (la critique littéraire Maureen Corrigan (en) le fait figurer dans sa liste des 10 meilleurs livres de l'année) ou encore le magazine en ligne Slate.
L'écrivain Norman Spinrad écrit même dans sa chronique du numéro d'octobre-novembre 2011 du magazine Asimov's Science Fiction qu'« il s'agit d'un roman infiniment plus digne d'un Pulitzer que quelque chose comme La Route (de Cormac McCarthy), et probablement plus digne aussi d'un Nébula que tout ce qui a été publié durant l'année concernée »,.
En France, l'accueil critique est très favorable : Raphaëlle Leyris dans Le Monde estimant que le roman « achève d'imposer Shteyngart comme l'un des auteurs les plus inventifs du paysage littéraire américain » et l'écrivain Steven Sampson notant de nombreux points communs avec 1984 de George Orwell. Le magazine Le Point le classe dans sa liste des 25 meilleurs livres de l'année 2012 et la revue Transfuge, pour son numéro 55 de février 2012, consacre à l'auteur sa une ainsi que sa rubrique « Grand Entretien ». La même année, Gary Shteyngart est un des auteurs invités du 10e Festival America à Vincennes.
Il a aussi reçu de la part des lecteurs des critiques généralement positives avec une note moyenne de 3,44⁄5 sur Goodreads (site de suggestions de livres) basée sur 23 674 votes.